# Canalul Timișaț
Canalul Timișaț sau Râul Timișaț este un canal de desecare care drenează interfluviul dintre Bega și Timiș. Pe o porțiune de 95 m formează frontiera româno-sârbă.

## Hărți
- Harta județului Timiș